# 巴尔托雷斯
巴尔托雷斯，是西班牙阿拉贡自治区萨拉戈萨省的一个市镇。 总面积3平方公里，总人口88人（2001年），人口密度29人/平方公里。